# Rhynchospora sclerioides
Rhynchospora sclerioides là loài thực vật có hoa trong họ Cói. Loài này được Hook. & Arn. miêu tả khoa học đầu tiên năm 1832.